# Fürstenwalde (Spree) (stacja kolejowa)
Fürstenwalde (Spree) – stacja kolejowa w Fürstenwalde/Spree, w kraju związkowym Brandenburgia, w Niemczech. Znajdują się tu 2 perony.